# Quận LaPorte, Indiana
Quận LaPorte là một quận thuộc tiểu bang Indiana, Hoa Kỳ.
Theo điều tra dân số của Cục điều tra dân số Hoa Kỳ năm 2010, quận có dân số 111.467 người. Quận lỵ đóng ở LaPorte.

## Địa lý
Theo Cục điều tra dân số Hoa Kỳ, quận có diện tích 1.588,3 km2, trong đó có 38,7 km2 là diện tích mặt nước.